# Michael Hengst
Michael Hengst (* 1962) ist ein ehemaliger deutscher Computerspielejournalist und heutiger Spieleproduzent.

## Leben und Karriere
Nach seinem Realschulabschluss 1979 absolvierte Michael Hengst zunächst eine Ausbildung als Einzelhandelskaufmann und arbeitete mehrere Jahre in diesem Beruf. Ende 1988 bewarb er sich bei der Power Play und wurde schließlich von Anatol Locker in die Redaktion zum Markt & Technik Verlag nach München geholt. Ab 1989 begann Hengst dort seine Tätigkeit als Redakteur. Zu seinen damaligen Redaktionskollegen gehörten unter anderem Anatol Locker, Boris Schneider, Heinrich Lenhardt und Martin Gaksch. Ab 1991 schrieb er auch für die neu gegründete Video Games, die ebenfalls beim Markt & Technik Verlag erschien.
1993 stieg er zum Chefredakteur der Power Play auf und leitete diese bis Frühjahr 1995. Aus Enttäuschung über die Verlagsleitung verließ er schließlich die Redaktion und arbeitete anschließend in der Softwareindustrie, kehrte aber 1997 noch einmal zur Redaktion der Power Play und Video Games zurück.
Danach verließ er die Redaktion endgültig und arbeitete als Spieleproduzent, unter anderem bei JoWooD und Playlogic. Von 2006 bis 2008 arbeitete er als leitender Produzent beim Spieleentwickler SteelMonkeys in Minsk, Belarus.
Anschließend war Hengst als Senior Producer bei Gameforge angestellt, bevor er sich Mitte 2011 mit seinem Studio Flying Fishkopp Production selbständig machte.
Heute wirkt Hengst gelegentlich auch bei der Zeitschrift Retro und der deutschen Ausgabe der Retro Gamer als Redakteur mit und war 2012 auch an der CHIP PowerPlay beteiligt, einem Sonderheft anlässlich des 25-jährigen Geburtstags der Power Play.
Für GamersGlobal schreibt er monatlich eine Kolumne.